# Mateusz Rudyk
Mateusz Rudyk (Olawa, 20 juli 1995) is een Pools baanwielrenner. Rudyk won in 2016 met de Poolse ploeg de teamsprint tijdens de Europese kampioenschappen baanwielrennen. Hij rijdt anno 2024 bij de Poolse wielerploeg Lubelskie Perła Polski.

## Belangrijkste resultaten
| Jaar     | PK                                         | EK                           | WK       | Overig                                                                                               |
| Junioren | Junioren                                   | Junioren                     | Junioren | Junioren                                                                                             |
| -------- | ------------------------------------------ | ---------------------------- | -------- | --- |
| 2013     |                                            | teamsprint                   |          | |
| Beloften |                                            |                              |          | |
| 2014     |                                            | teamsprint                   |          | |
| 2015     | teamsprint · keirin · sprint               | teamsprint                   |          | |
| 2016     |                                            | sprint                       |          | |
| Elite    |                                            |                              |          | |
| 2015     | keirin · 1km tijdrit                       |                              |          | |
| 2016     | 1km tijdrit · teamsprint · keirin · sprint | teamsprint                   |          | WB Glasgow: 3e teamsprint                                                                            |
| 2017     | sprint                                     |                              |          | WB Cali: 2e teamsprint WB Los Angeles: 3e teamsprint WB Pruszków: 2e sprint WB Manchester: 2e sprint |
| 2018     | sprint · teamsprint                        |                              |          | |
| 2019     |                                            | sprint                       | sprint   | WB Cambridge (1): 2e sprint WB Cambridge (2): 1e sprint WB Brisbane: 1e sprint                       |
| 2020     |                                            |                              |          | WB Milton: 1e sprint                                                                                 |
| 2021     | sprint                                     | teamsprint                   |          | |
| 2022     | keirin · sprint                            |                              |          | |
| 2023     | keirin · sprint · 1km tijdrit              | sprint                       |          | |
| 2024     |                                            | keirin · sprint · teamsprint |          | |